# Shirley Ross
Shirley Ross, nascida Bernice Maude Gaunt (Omaha, 7 de janeiro de 1913 - Menlo Park, 9 de março de 1975) foi uma atriz e cantora americana, notável por seu dueto com Bob Hope, "Thanks for the Memory", de The Big Broadcast de 1938. Ela apareceu em 25 longas-metragens entre 1933 e 1945, incluindo canções anteriores e letras totalmente diferentes para a música de Rodgers e Hart em Manhattan Melodrama (1934), que mais tarde se tornou "Blue Moon". 

## Início da carreira musical
Ross nasceu em Omaha, Nebraska, a mais velha de duas filhas de Charles Burr Gaunt e Maude Ellis Gaunt. Crescendo na Califórnia, ela frequentou a Hollywood High School e a UCLA, treinando como pianista clássica. 
Aos 14 anos, ela estava dando recitais de rádio e fez suas primeiras gravações vocais aos 20 anos com a banda de Gus Arnheims. 
Aqui, ela atraiu a atenção da dupla de compositores Rodgers e Hart, que a selecionaram para vender suas últimas ofertas à MGM. Uma música, que mais tarde foi reescrita como "Blue Moon", levou a um teste de tela bem-sucedido em 1933 e depois a várias pequenas partes de filmes que incluíam o Manhattan Melodrama com Clark Gable e William Powell nos quais, feitos para parecer negra, cantou "The Bad in Every Man", uma versão anterior de "Blue Moon", em uma boate do Harlem.

## Paramount
Em 1936, a MGM a emprestou à Paramount, e ela foi emparelhada com Ray Milland em The Big Broadcast de 1937. Embora este tenha sido oficialmente um papel de liderança, o formato Big Broadcast incluiu um programa ocupado de desenhos de comédia musical com artistas de grande nome que a ofuscaram um pouco. Mas uma crítica da imprensa declarou que ela tinha "uma das vozes mais doces de qualquer atriz na tela" e previu um grande futuro para ela. A Paramount a assinou com um contrato de cinco anos; enquanto isso, sua introdução à equipe de composição de Leo Robin e Ralph Rainger se mostraria significativa. 

## Trabalhando com Bing Crosby e Bob Hope
Seu dueto com Bing Crosby em Waikiki Wedding era um número de Robin-Rainger intitulado "Blue Hawaii". Assim começou um período de três anos, durante o qual Ross foi escalada para enfrentar Crosby ou Bob Hope em cinco ocasiões. Após uma interrupção de carreira na produção de This Way Please com Charles "Buddy" Rogers, quando ela saiu do cargo, alegando que Jack [Jack Benny]  esposa, Mary Livingstone, estava tentando sabotar suas cenas,  ela foi lançada ao lado de Hope em The Big Broadcast of 1938. O dueto deles, "Thanks for the Memory", tornou-se um grande sucesso e um momento decisivo para duas carreiras em direções opostas - para Hope, um trampolim para coisas maiores e melhores; para Ross, o auge. Seria sua única reivindicação duradoura à fama.
O grande sucesso do dueto desencadeou filmes spin-off com Bob Hope, Thanks for the Memory (1938) e outro chamado Some Like It Hot (1939; mais tarde renomeado para Rhythm Romance para evitar confusão com o recurso não relacionado de 1959). Embora Thanks for the Memory tenha produzido outra música de sucesso, "Two Sleepy People", os filmes em si causaram pouco impacto, aparentemente refletindo o declínio do interesse da Paramount em comédia musical. Embora Ross estivesse disposta a interpretar um drama direto e tivesse um bom desempenho em Prision Wife, Paramount a relegou a papéis coadjuvantes em duas comédias românticas menores, que não fizeram nada em sua carreira, mesmo que uma delas (Paris Honeymoon) tenha se unido ela mais uma vez com Crosby. Sua carreira extremamente promissora sofreu um declínio acentuado e nunca se recuperou. 

## Carreira e morte
Embora Ross soubesse que seu apelo discreto era mais adequado para a tela do que para o palco, ela interpretou o papel principal no musical da Broadway de Rodgers e Hart, Higher and Higher (1940), com a música "It Never Entered My Mind". O show foi um fracasso crítico. Depois de alguns filmes esquecíveis e algum trabalho de rádio, mais notavelmente como um membro regular do elenco de The Bob Burns Show entre 1943 e 1947,  Ross cada vez mais atendia seu marido terminal Ken Dolan, que se aposentou cedo.
Ross morreu de câncer em Menlo Park, Califórnia, aos 62 anos. Como seu nome de casada, Bernice Dolan Blum, não era bem conhecido, sua morte não foi amplamente divulgada. Mas Hope, com quem ela teve uma amizade duradoura na vida real, não deixou de homenagea-la em sua morte. Ele e Crosby enviaram uma cruz de 1,5 m de altura com cravos brancos e um spray de rosas vermelhas ao funeral dela. 

## Filmografia parcial
- Bombshell (1933) - Cantora (não-acreditado)
- Jail Birds of Paradise (1934, Short) - Shirley Ross
- Manhattan Melodrama (1934) - Singer in Cotton Club
- Hollywood Party (1934) - Cantora de 'Feelin' High' (não-acreditado)
- The Girl from Missouri (1934) - Party Guest (não-acreditado)
- The Merry Widow (1934) - Minor Role (não-acreditado)
- Buried Loot (1935, Short) - Girl in Apartment (não-acreditado)
- Age of Indiscretion (1935) - Dotty
- Calm Yourself (1935) - Mrs. Ruth Rockwell
- I Live My Life (1935) - Vi - convidada bêbada cochilando na poltrona ao lado do piano (não-acreditado)
- It's in the Air (1935) - Cigar Stand Clerk (não-acreditado)
- La Fiesta de Santa Barbara (1935, Short) - Ela mesma
- Devil's Squadron (1936) - Eunice
- San Francisco (1936) - Trixie
- The Big Broadcast of 1937 (1936) - Gwen Holmes
- Hideaway Girl (1936) - Toni Ainsworth
- Waikiki Wedding (1937) - Georgia Smith
- Blossoms on Broadway (1937) - Sally Shea
- The Big Broadcast of 1938 (1938) - Cleo Fielding
- Prison Farm (1938) - Jean Forest
- Thanks for the Memory (1938) - Anne Merrick
- Dangerous to Know (1938) - Ela mesma /Cantora (voz, não-acreditado)
- Paris Honeymoon (1939) - Barbara Wayne
- Cafe Society (1939) - Bells Browne
- Some Like It Hot (1939) - Lily Racquel
- Unexpected Father (1939) - Dianna Donovan
- Kisses for Breakfast (1941) - Juliet Marsden
- Sailors on Leave (1941) - Linda Hall
- A Song for Miss Julie (1945) - Valerie Kimbro